# Coulisse
Pour les articles homonymes, voir Coulisse (homonymie).

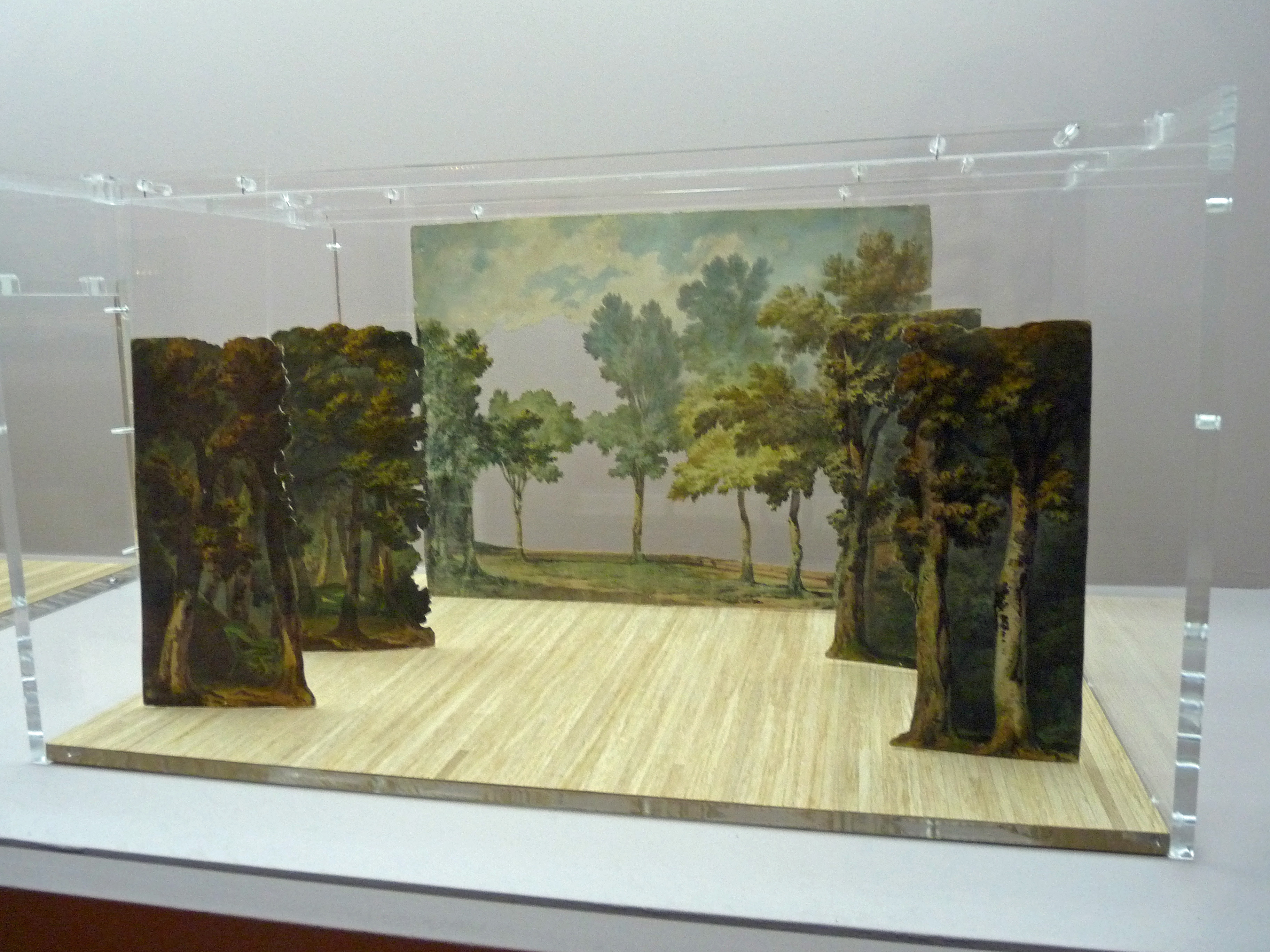
Les Jardins de Kensington, maquette de décor de théâtre constituée du mur de scène et des coulisses.

Au théâtre, les coulisses (plus rarement la coulisse) sont, à l'origine, des glissières qui permettaient le déplacement des panneaux décoratifs, généralement distribués par paires, de chaque côté de la scène, et qui avaient pour double fonction de dissimuler les dégagements latéraux et d'accentuer l'effet de perspective.
Aujourd'hui, par extension de sens, les coulisses désignent les parties du théâtre situées sur les côtés et en arrière de la scène, derrière les décors, et qui sont cachées aux spectateurs. C'est par les coulisses que les comédiennes et les comédiens entrent et sortent de scène.
En 1694, l'Académie française définit la coulisse comme une « pièce de décoration que l'on fait avancer et reculer dans les changements de scène » puis, en 1718, comme la « partie du théâtre placée derrière ou à côté de la scène ».
Dans les théâtres romains le mur dissimulant les coulisses se nommait : postscaenium.